# Hypsoides semifusca
Hypsoides semifusca is een vlinder uit de familie tandvlinders (Notodontidae), onderfamilie processievlinders (Thaumetopoeinae). De wetenschappelijke naam van deze soort is voor het eerst geldig gepubliceerd in 1969 door Sergius Kiriakoff.
De soort komt voor in tropisch Afrika.